# Île Verte (La Ciotat)
Pour les articles homonymes, voir Île Verte.
L’île Verte est une petite île inhabitée au large de La Ciotat (Bouches-du-Rhône), en mer Méditerranée. 

## Présentation
Inhabitée, l'île Verte est située à 550 m au large du chantier naval de La Ciotat dans les Bouches-du-Rhône, en Méditerranée. Sa surface est d'environ 12 hectares (0,12 km2) et son point le plus haut est à 53 m. Elle mesure environ 430 m en longueur sur 260 m en largeur.
Son nom provient de sa végétation, en effet dans le département des Bouches du Rhône, elle est la seule île boisée.
On y trouve trois plages, toutes situées sur sa côte est :
- la Plageolle, la plus petite et la plus proche de la côte ;
- la plage de Saint-Pierre dans la calanque éponyme où accostent les bateaux amenant les touristes depuis La Ciotat et où se trouve un petit restaurant ;
- la plage de la Seynerolle dans la calanque située la plus au sud de l'île.

À son sommet, trônent les vestiges du fort Saint-Pierre, détruit lors des bombardements de la Seconde Guerre mondiale ainsi que du Fort Géry, qui pointait autrefois ses canons vers le large et le sud.
Pendant la Seconde Guerre mondiale, l'île Verte faisait partie du système de protection des côtes de Méditerranée mis en place par les Allemands pour contrer un débarquement des Alliés. Le 12 août 1944, les défenses allemandes sont détruites lors d'un bombardement. On retrouve des vestiges de fortifications et d'arsenaux.
Depuis le 19 avril 2012, l'île Verte est intégrée au Parc national des Calanques (classée dans le périmètre « cœur terrestre »). L'île fait aussi l'objet d'un projet d'aire marine protégée.
Des navettes maritimes (quinze minutes de traversée, quatorze euros) permettent d'y accéder depuis le port de La Ciotat. Le sentier qui fait le tour de l'île (une heure de marche) permet de flâner dans les ruines du fort Saint-Pierre, de se baigner dans l'eau limpide de la calanque de la Plageole, et surtout d'admirer le Bec de l'Aigle, une falaise effilée et rongée par le vent, qui prolonge les falaises Soubeyranes.

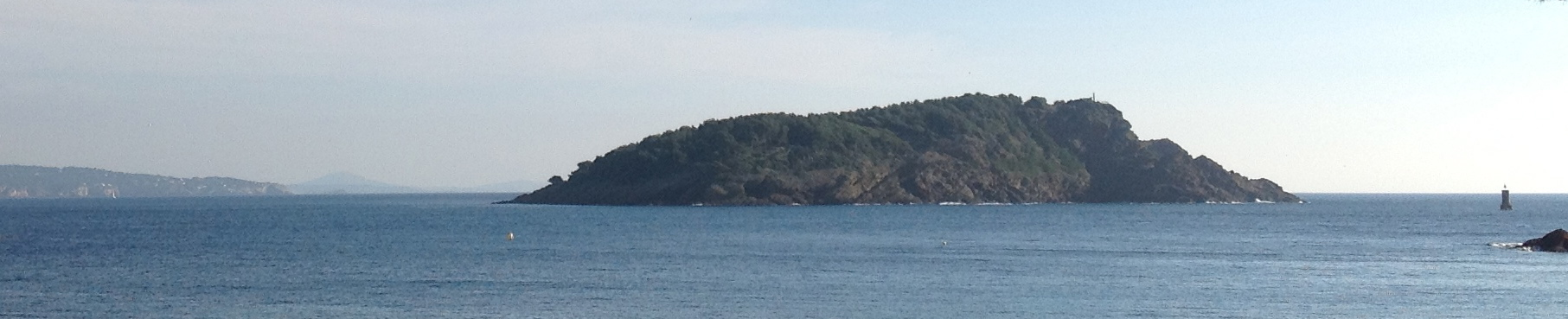
Île Verte, vue du Mugel.